# Lungo i bordi
Lungo i bordi è il secondo album del gruppo italiano Massimo Volume, pubblicato nel 1995.

## Il disco
Il disco è stato pubblicato dalla Mescal. La produzione artistica è degli stessi Massimo Volume e di Fausto Rossi (Faust'O), mentre quella esecutiva è di Valerio Soave e Mescal. Hanno collaborato i musicisti Manuel Giannini (chitarra in Frammento 1 e radio in Ravenna), Franco Cristaldi (basso in cinque brani) e Umberto Rossi (chitarra in Nessun ricordo).
Il disco è stato registrato e mixato nel 1994 da Kaba 'Frontera' Cavazzuti presso lo studio Vida – Esagono di Rubiera (RE).
Il singolo Il primo dio fu estratto dall'omonimo brano, ispirato al romanzo di Emanuel Carnevali e alla sua vita. Per il brano è stato realizzato un videoclip.
L'artwork è stato curato da Stefano Domizi, Mauro Carichini e Emiliano Battista.

## Tracce
1. Il primo dio – 3:07
2. Il tempo scorre lungo i bordi – 3:55
3. Inverno '85 – 3:26
4. Frammento 1 – 1:43
5. La notte dell'11 ottobre – 4:31
6. Fuoco fatuo – 2:35
7. Per farcela – 3:30
8. Meglio di uno specchio – 4:16
9. Pizza express – 4:41
10. Da qui – 0:23
11. Nessun ricordo – 2:55
12. Ravenna – 3:54

## Formazione

### Gruppo
- Emidio Clementi – voce e basso elettrico
- Egle Sommacal – chitarra
- Vittoria Burattini – batteria
- Gabriele Ceci – chitarra

### Altri musicisti
- Franco Cristaldi – basso elettrico nei brani 1, 6, 8, 11 e 12
- Manuel Giannini – chitarra nel brano 4
- Umberto Rossi – chitarra nel brano 11